# Phoenix Suns 1983-1984
La stagione NBA 1983-1984 fu la 16ª stagione della storia dei Phoenix Suns che si concluse con un record di 41 vittorie e 41 sconfitte nella regular season, il 4º posto nella Pacific Division, e il 6º posto nella Western Conference.
Nei playoff del 1984 la squadra sconfisse al primo turno i Portland Trail Blazers, per poi battere gli Utah Jazz nelle semifinali di Conference, prima di arrendersi ai Los Angeles Lakers.

## Draft
| Giro | Scelta | Giocatore | Posizione | Nazionalità | Università/Club |
| ---- | ------ | --------- | --------- | ----------- | --------------- |

## Regular season
| Squadra                | V  | P  | %    | GB |
| ---------------------- | -- | -- | ---- | -- |
| Los Angeles Lakers     | 54 | 28 | 65,9 | -  |
| Portland Trail Blazers | 48 | 34 | 58,5 | 6  |
| Seattle SuperSonics    | 42 | 40 | 51,2 | 12 |
| Phoenix Suns           | 41 | 41 | 50,0 | 13 |
| Golden State Warriors  | 37 | 45 | 45,1 | 17 |
| San Diego Clippers     | 30 | 52 | 36,6 | 24 |

## Play-off

### Primo turno
Gara 1
| 18 aprile 1984 | Portland Trail Blazers | 106 – 113 | Phoenix Suns |  |

Gara 2
| 20 aprile 1984 | Portland Trail Blazers | 122 – 116 | Phoenix Suns |  |

Gara 3
| 22 aprile 1984 | Phoenix Suns | 106 – 103 | Portland Trail Blazers |  |

Gara 4
| 24 aprile 1984 | Phoenix Suns | 110 – 113 | Portland Trail Blazers |  |

Gara 5
| 26 aprile 1984 | Portland Trail Blazers | 105 – 117 | Phoenix Suns |  |

### Semifinali di Conference
Gara 1
| 29 aprile 1984 | Utah Jazz | 105 – 95 | Phoenix Suns |  |

Gara 2
| 2 maggio 1984 | Utah Jazz | 97 – 102 | Phoenix Suns |  |

Gara 3
| 4 maggio 1984 | Phoenix Suns | 106 – 94 | Utah Jazz |  |

Gara 4
| 6 maggio 1984 | Phoenix Suns | 111 – 110 TS | Utah Jazz |  |

Gara 5
| 8 maggio 1984 | Utah Jazz | 118 – 106 | Phoenix Suns |  |

Gara 6
| 10 maggio 1984 | Phoenix Suns | 102 – 82 | Utah Jazz |  |

### Finali di Conference
Gara 1
| 12 maggio 1984 | Los Angeles Lakers | 110 – 94 | Phoenix Suns |  |

Gara 2
| 15 maggio 1984 | Los Angeles Lakers | 118 – 102 | Phoenix Suns |  |

Gara 3
| 18 maggio 1984 | Phoenix Suns | 135 – 127 TS | Los Angeles Lakers |  |

Gara 4
| 20 maggio 1984 | Phoenix Suns | 115 – 126 | Los Angeles Lakers |  |

Gara 5
| 23 maggio 1984 | Los Angeles Lakers | 121 – 126 | Phoenix Suns |  |

Gara 6
| 25 maggio 1984 | Phoenix Suns | 97 – 99 | Los Angeles Lakers |  |

## Roster
| N° | Naz.                   | Ruolo | Sportivo        | Anno | Alt. | Peso |
| -- | ---------------------- | ----- | --------------- | ---- | ---- | ---- |
| 4  | Stati Uniti (bandiera) | G     | Kyle Macy       | 1957 | 191  | 79   |
| 6  | Stati Uniti (bandiera) | GA    | Walter Davis    | 1954 | 198  | 88   |
| 7  | Stati Uniti (bandiera) | GA    | Mike Sanders    | 1960 | 198  | 95   |
| 7  | Stati Uniti (bandiera) | A     | Rory White      | 1959 | 203  | 95   |
| 8  | Stati Uniti (bandiera) | AC    | Rick Robey      | 1956 | 211  | 104  |
| 10 | Stati Uniti (bandiera) | G     | Rod Foster      | 1960 | 185  | 73   |
| 11 | Stati Uniti (bandiera) | G     | Johnny High     | 1957 | 191  | 84   |
| 14 | Stati Uniti (bandiera) | GA    | Alvin Scott     | 1955 | 201  | 84   |
| 20 | Stati Uniti (bandiera) | AC    | Maurice Lucas   | 1952 | 206  | 98   |
| 22 | Stati Uniti (bandiera) | AC    | Larry Nance     | 1959 | 208  | 93   |
| 32 | Stati Uniti (bandiera) | A     | Charles Pittman | 1958 | 203  | 100  |
| 33 | Stati Uniti (bandiera) | AC    | Alvan Adams     | 1954 | 206  | 95   |
| 44 | Stati Uniti (bandiera) | G     | Paul Westphal   | 1950 | 193  | 88   |
| 53 | Stati Uniti (bandiera) | C     | James Edwards   | 1955 | 213  | 102  |

## Staff tecnico
- Allenatore: John MacLeod
- Vice-allenatori: Al Bianchi, John Wetzel
- Preparatore atletico: Joe Proski

### Arrivi/partenze
Mercato e scambi avvenuti durante la stagione:
Arrivi
| N° | Naz. | Ruolo | Sportivo |  | Alt. |  |
| -- | ---- | ----- | -------- |  | ---- |  |

Partenze
| N° | Naz.                   | Ruolo | Sportivo   |  | Alt. |  |
| -- | ---------------------- | ----- | ---------- |  | ---- |  |
| 7  | Stati Uniti (bandiera) | AP    | Rory White |  |      |  |